# Al Mare
Al Mare è un quartiere urbano di Cesena. 

## Geografia umana
Il territorio del quartiere si sviluppa nella parte est della città e si estende su una superficie pianeggiante di 23,24 km² pari al 9,32% dell'intera superficie comunale. La popolazione residente (dati al dicembre 2014) è composta da 2 513 famiglie per un totale di 6 838 abitanti. 
Al Mare è l'unico tra i dodici quartieri di Cesena istituito con un nome privo di tradizione.
Comprende le zone urbane di Ponte Pietra, Macerone, Ruffio, Bulgarnò, Villa Casone e Capannaguzzo. Nel quartiere è presente anche una stazione dei Carabinieri a Macerone.
La sede del quartiere è nelle ex scuole elementari; all'interno la biblioteca fornisce un servizio di prestito.  Nel territorio del quartiere Al Mare, a febbraio 2017, è stata aperta anche una biblioteca per bambini alla Casa Rossa di Ponte Pietra. 
È presente una pista ciclo-pedonale lungo il torrente Pisciatello, che parte da Ponte Pietra per arrivare fino a Macerone. Nel giardino Caduti di tutte le guerre vicino a Via Delio Cantimori è presente un'area fitness pubblica, dotata di attrezzi per la ginnastica a corpo libero.